# Kate Saunders
Pour les articles homonymes, voir Saunders.
Pour la spécialiste du Tibet, voir Kate Saunders.
Kate Saunders, née le 7 août 1960 et morte le 21 avril 2023, est une romancière, actrice et journaliste anglaise.

## Biographie
Fille de l'avocat Basil Saunders et de son épouse journaliste Betty (née Smith), Kate Saunders a travaillé pour des journaux et magazines au Royaume-Uni, dont les plus importants sont The Sunday Times, The Sunday Express, The Daily Telegraph, She Magazine et Cosmopolitan. Elle a également été une contributrice régulière à la radio et à la télévision, avec des apparitions sur la BBC Radio 4. 
Elle a écrit plusieurs livres pour enfants et pour adultes. 

## Œuvres

### UniversFive Children
- (en) Five Children on the Western Front, 2014

### SérieLes Sorcières du beffroi
1. Les Bas-rouges voient rouge, Nathan, 2001 ((en) A Spell of Witches, 1999)
2. Le Chat mystérieux, Nathan, 2001 ((en) Mendax the Mystery Cat, 1999)
3. Les Bas-rouges se bougent, Nathan, 2001 ((en) Red Stocking Rescue, 1999)
4. Panique ! Chapeau magique !, Nathan, 2001 ((en) Power Hat Panic, 2000)
5. Sorcière es-tu là ?, Nathan, 2002 ((en) Witch You Were Here, 2000)
6. Les Balais de l'espace, Nathan, 2002 ((en) Broomsticks in Space, 2000)

### Romans indépendants
- (en) The Little Secret, 2009
- (en) Beswitched, 2010
- (en) Magicalamity, 2011
- (en) The Whizz Pop Chocolate Shop, 2012

## Prix et distinctions
- Finaliste Médaille Carnegie 2016[3] pour Five Children on the Western Front
- Finaliste Médaille Carnegie 2019[4] pour The Land of Neverendings